# Big Black
Big Black war eine 1981/82 gegründete US-amerikanische Rockband aus Chicago um den später als Musikproduzent bekannt gewordenen Gitarristen und Sänger Steve Albini.

## Geschichte

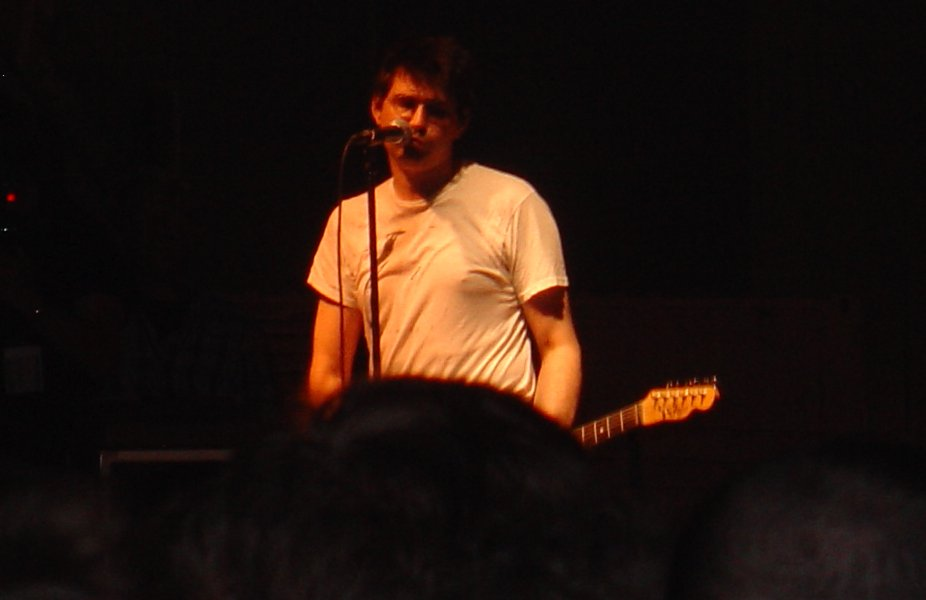
Steve Albini bei einem Auftritt von Big Black beim Touch-and-Go-Jubiläumsfestival (2006)

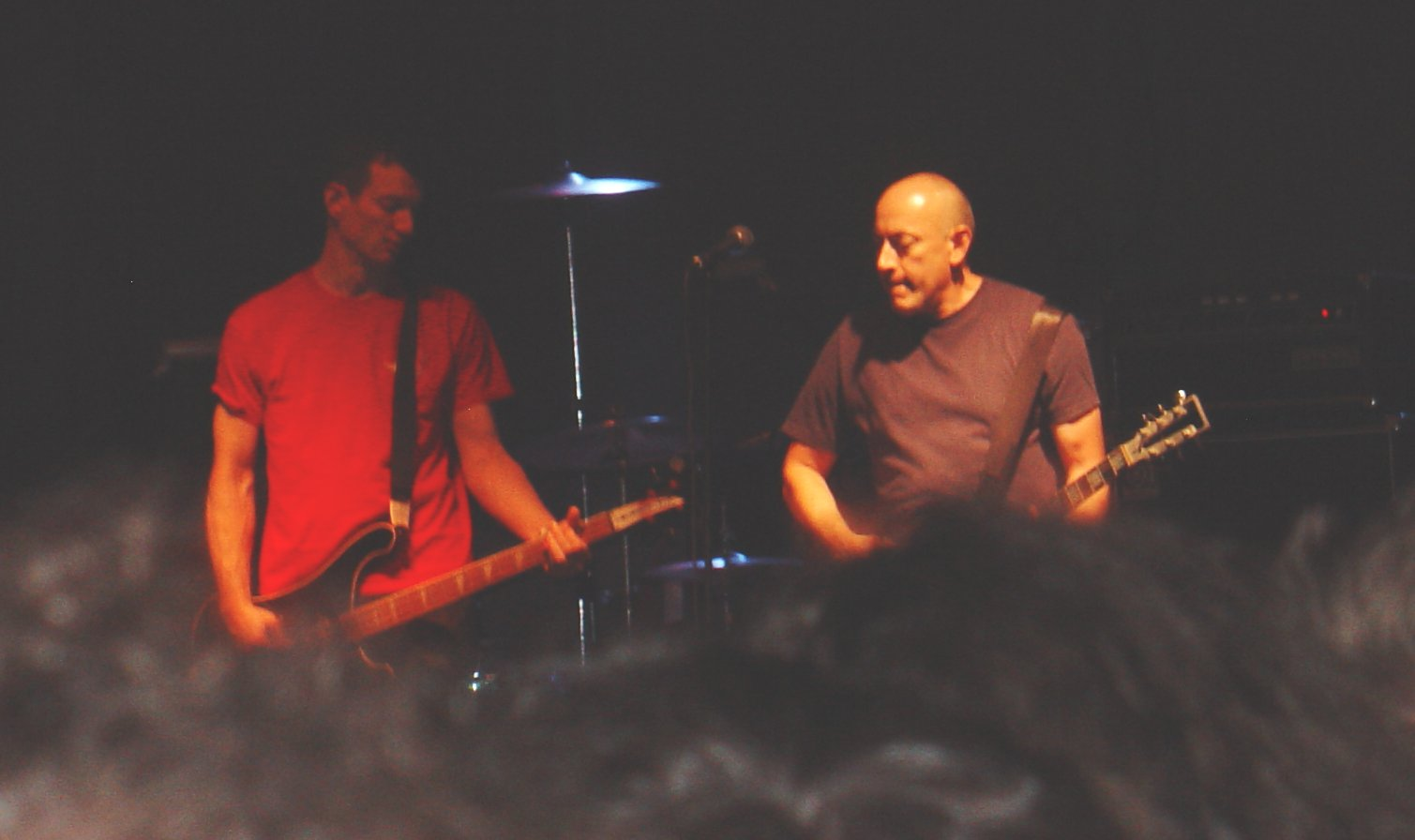
Jeff Pezzati and Santiago Durango bei einem Auftritt von Big Black beim Touch-and-Go-Jubiläumsfestival (2006)

Zu Beginn der 1980er Jahre hatte sich Steve Albini in Chicago bereits einen Namen als Kolumnist in dem Fanzine Matter gemacht. In seiner Kolumne Tired of Ugly Fat? äußerte er sich in teilweise provozierender Art und Weise über Persönlichkeiten der Musikszene in Chicago. In der Band Stations, in der er kurzzeitig Mitglied war, machte er Bekanntschaft mit einem Drumcomputer und war von der Präzision und dem Durchhaltevermögen der Maschine fasziniert. Nach seinem Ausscheiden beschaffte er sich einen eigenen Drumcomputer, einen Roland TR-606, und begann Songs zu schreiben.
1981 kaufte er sich eine Gitarre und nahm, zusammen mit Roland, the drum machine, innerhalb einer Woche auf einem 4-Spur-Rekorder die Cassette Lungs auf. Primär war Lungs dazu gedacht, weitere Bandmitglieder anzuwerben; sie wurde dann im Dezember 1982 als EP bei Ruthless Records veröffentlicht. Einigen Exemplaren der Erstauflage waren Gegenstände beigelegt, etwa Dollarnoten, Fotografien, benutzte Kondome, Gummitiere oder blutige Taschentücher. Als ersten Neuzugang konnte Albini den Gitarristen Lyle Preslar von Minor Threat gewinnen; allerdings schied dieser schon nach kurzer Zeit wegen Streitereien mit Albini wieder aus. 1983 stiegen Jeff Pezzati (Bass) und Santiago Durango (Gitarre) ein, die beide auch in der Band Naked Raygun beschäftigt waren. In dieser Besetzung nahmen sie bis 1985 zwei weitere EPs auf: Bulldozer für Ruthless Records und Racer-X für Homestead Records. Pezzati verließ die Band Ende 1984, da er durch seinen Job und zwei weitere Bands keine Zeit mehr für Big Black erübrigen konnte. Für ihn kam Dave Riley als neuer Bassist in die Band.
Mit der neuen Besetzung nahmen sie ihr erstes Album, Atomizer, auf. Dies sorgte für ihren ersten großen Erfolg, nicht nur auf lokaler, sondern auch auf nationaler Ebene. Durch Vermittlung von Sonic Youth bekamen sie nun auch einen Plattenvertrag in Europa bei Blast First. Als ihr Label Homestead Records begann, die Single Il Duce, die als Promotion-Single geplant war, ohne Rücksprache mit der Band zu verkaufen, brachen sie ihre Verbindung zu Homestead ab und wechselten 1987 zu Touch and Go Records. Dort veröffentlichten sie ihre nächste EP, Headache. Darauf war ein Aufkleber, auf dem stand: „Nicht so gut wie Atomizer; erhofft euch nicht zuviel!“. Dies war kein Scherz; Albini dachte tatsächlich, dass Headache nicht so gut wie das vorhergehende Album war.
Nach Headache kam Albini zu der Überzeugung, dass Big Black kein weiteres Potential mehr hatte. Rileys übermäßiger Alkoholkonsum bereitete der Band zunehmend Probleme; und als Durango beschloss, ab Herbst 1987 Jura zu studieren, kam man zu dem Entschluss, die Band nach einer Tour aufzulösen. Vorher nahmen sie noch ein letztes Studioalbum auf (Songs About Fucking) und veröffentlichten außerdem The Rich Man's Eight Track Tape, eine Wiederveröffentlichung von Atomizer plus der Single Heartbeat. 1986 war bereits bei Homestead The Hammer Party erschienen, ein Album, welches die EPs Lungs, Bulldozer und Racer-X zusammenfasste.
Steve Albini wurde nach Big Black ein begehrter Toningenieur und spielte in Bands wie Rapeman und Shellac. Dave Riley erlitt 1993 einen Schlaganfall und hat seither eine CD und ein Buch herausgebracht. Santiago Durango ist Rechtsanwalt und u. a. für Touch and Go Records tätig. Das Label Touch and Go besitzt die Rechte zum Backkatalog der Band und hat diesen wiederveröffentlicht. Am 9. September 2006 kamen Big Black für einen einmaligen Auftritt bei einem Festival anlässlich des 25. Geburtstag ihres Labels wieder zusammen. Vor einem Auftritt von Albinis eigentlicher Band Shellac spielten sie in der Besetzung Albini, Pezzati und Durango die Lieder Cables, Dead Billy, Pigeon Kill und Racer-X.
Albini starb am 7. Mai 2024 im Alter von 61 Jahren. In einer Würdigung seines Schaffens bezeichnete Pitchfork das Debütalbum Atomizer als sein Meisterwerk. Zuvor wurde es bereits in die 1001 Albums You Must Hear Before You Die aufgenommen und zählt laut New Musical Express zu den 500 besten Alben aller Zeiten.

## Diskografie

### Studioalben
- 1986: Atomizer (Homestead)
- 1987: Songs About Fucking (Touch and Go)

### Live-Alben
- 1987: Sound of Impact (Walls have Ears)
- 1992: Pigpile (Touch and Go)

### Kompilationen
- 1986: The Hammer Party (Homestead)
- 1987: The Rich Man’s Eight Track Tape (Touch and Go)

### Extended Plays
- 1982: Lungs (Ruthless)
- 1983: Bulldozer (Ruthless)
- 1984: Racer-X (Homestead)
- 1987: Headache (Touch and Go)

### Singles
- 1985: Rema-Rema (Forced Exposure)
- 1985: Il Duce (Homestead)
- 1987: Heartbeat (Touch and Go)
- 1987: He’s a Whore / The Model (Touch and Go)
- 1992: In My House (Touch and Go)